# Jason Kelce
Jason D. Kelce (* 5. November 1987 in Cleveland, Ohio) ist ein ehemaliger US-amerikanischer American-Football-Spieler in der National Football League (NFL). Er spielte dreizehn Jahre lang für die Philadelphia Eagles als Center.

## College
Kelce besuchte die University of Cincinnati und spielte in den Jahren 2004 bis 2007 für deren Mannschaft, die Bearcats, College Football. In der Highschool noch als Linebacker eingesetzt, wurde er nun zum Left Guard und zum Center umfunktioniert. Er gewann mit seinem Team mehrere Titel und wurde für diverse Auswahlen nominiert.

## NFL
Beim NFL Draft 2011 wurde er in der 6. Runde von den Philadelphia Eagles ausgewählt. Obwohl erst als insgesamt 191. gedraftet, empfahl sich Kelce durch seine Leistungen in der Vorbereitung als Starting Center. In der Folge spielte er bereits in seiner Rookie-Saison alle 16 Partien. 2012 zog er sich bereits im zweiten Spiel eine schwere Bänderverletzung zu und musste den Rest der Spielzeit pausieren. 2014, 2016 und 2019–2023 wurde er in den Pro Bowl berufen. In der Saison 2017 gewann er mit den Eagles den Super Bowl LII durch einen 41:33-Sieg gegen die New England Patriots.
Kelces Bruder Travis spielt ebenfalls in der NFL. Aktuell ist er als Tight End bei den Kansas City Chiefs unter Vertrag.
Im Super Bowl LVII im Jahr 2023 standen sich mit Jason und Travis Kelce erstmals zwei Brüder in einem Super Bowl gegenüber. Die Philadelphia Eagles von Jason Kelce unterlagen mit 35:38. Der Saisonverlauf ist in einer Dokumentation mit dem Namen „Kelce“ verfilmt worden.
Am 4. März 2024 gab Kelce in einer Pressekonferenz sein Karriereende bekannt.